# Lernfeldkonzept
Das Lernfeldkonzept ist ein didaktisches Konzept in der  beruflichen Bildung. 
Im Lernfeldkonzept wird der Unterricht nicht mehr in traditionellen Fächern organisiert, sondern in Form von Lernfeldern strukturiert, die aus Handlungsfeldern (Tätigkeitsfeldern) abgeleitet sind. Auf diese Weise entsteht ein fächerübergreifender Lehrplan.
Da sich die Handlungsfelder an den Geschäftsprozessen der Unternehmen orientieren, spricht man auch von einer prozessorientierten Berufsausbildung.
Allerdings tendiert auch die Allgemeinbildung zunehmend dazu, das im Lernfeldkonzept enthaltende Prinzip der Handlungsorientierung in ihrer Bildungsgangentwicklung zu berücksichtigen.  